# Mikako Komatsu
Mikako Komatsu (小松 未可子, Komatsu Mikako), née le 11 novembre 1988 à Kuwana dans la préfecture de Mie, est une actrice, seiyū (comédienne de doublage) et chanteuse (J-pop) japonaise.

## Filmographie
- Ajin : Izumi Shimomura
- Ao Haru Ride : Shuko Murao
- Akame ga kill ! : Sayo
- Arrête de me chauffer, Nagatoro : Gamo
- Arte : Arte
- Atom : The Beginning : Motoko Tsutsumi
- Bloom Into You : Rei Koito
- Classroom of the Elite : Mio Ibuki
- Demon Slayer : Susamaru
- Edens Zero : Rebecca Bluegarden
- Les Enfants de la baleine : Ghinshu
- Food Wars! : Taki Tsunozaki
- GANGSTA : Ginger
- Girls und Panzer : Saki Maruyama
- Gosick : Ian Musgrave
- Hanebado! : Miyako Tarōmaru
- Heroman : Joseph Carter Jones dit "Joey"
- Hanasaku Iroha : Shiho, étudiantes A, D et F
- Jujutsu Kaisen : Maki Zen'in
- Kaguya-Sama : Love is War : Toyomi Fujiwara
- L'Ère des Cristaux : Cinabre
- My Teen Romantic Comedy SNAFU :Saika Totsuka
- Nisekoi : Seichiro Tsugumi
- Re:Zero : Minerva
- Romantic Killer : Riri/Rio
- Soul Eater Not! : Eternal Feather
- Tales of Weddings Rings : Amber
- Vivy: Fluorite Eye's Song : Osamu Matsumoto (Enfant)
- Yu-Gi-Oh! Zexal : Kotori Mizuki

## Jeux vidéo
- Azur Lane : Gascogne
- Danganronpa V3: Killing Harmony : Tsumugi Shirogane
- Hyperdimension Neptunia Victory : Tekken
- Super Bomberman R : Pink Bomber
- Tales of Zestiria : Rosé
- Trials of Mana : Riesz
- Genshin Impact : Mavuika
- Honkai Star Rail : Feixiao